# Electro Cabaret
Electro Cabaret è il primo EP del gruppo punk rock italiano The Fire.

## Tracce
1. Electro Cabaret (feat. Roy Paci) – 3:22
2. Bohemian Burlesque – 3:38
3. New York, New York (cover dell'omonima canzone di Liza Minnelli) – 2:59
4. The Jack (feat. Pino Scotto) – 3:15
5. Noir (cover dell'omonima canzone degli Shandon) – 3:28
6. 11 Silent Years (feat. Quintorigo) – 3:32
7. Electro Cabaret (feat. Roy Paci) (Italian Version) – 3:32
8. Electro Cabaret (feat. Roy Paci) (Spanish Version) – 3:32

## Curiosità
- L'EP è stato venduto (ad offerta libera) in occasione dei concerti e tramite il sito ufficiale della band raggiungendo, in circa 100 date, le 3000 copie vendute[1].